# Pusterwald
Pusterwald ist eine Gemeinde mit 430 Einwohnern (Stand 1. Jänner 2024) im Bezirk Murtal in der Steiermark.

## Geografie
Das stark asymmetrische Haupttal des Pusterwaldbachs gliedert sich in die Abschnitte Gaschbach, Moosbach, Mitterspiel und Hintertal. Seine steile, geschlossene Sonnseite weist im Bereich des Hintertals eine Reihe von Lawinenstrichen auf, die teilweise verbaut wurden.
Die Schattseite wird dagegen durch etliche Seitentäler gegliedert (Gaschbachgraben, Moosbachgraben, Bären- und Plättental, Scharnitzgraben), die den Zugang zu den hier zahlreichen Almen erleichtern.
Da die Gebirgsumrahmung im Westen und Südwesten größtenteils über 2000 hoch ist (8 Hauptgipfel und 15 weitere Zweitausender), gibt es keine Straßenverbindungen ins benachbarte Oberwölz bzw. Donnersbachtal.

### Gemeindegliederung
Die Gemeinde besteht aus der einzigen Katastralgemeinde und Ortschaft Pusterwald.
Die Gemeinde liegt im Gerichtsbezirk Judenburg.

### Nachbargemeinden
|                             | Rottenmann (LI)                             |         |
| Irdning-Donnersbachtal (LI) | Kompassrose, die auf Nachbargemeinden zeigt | Pölstal |
| Oberwölz (MU)               |                                             |         |

### Klima
|                        | Jan  | Feb  | Mär  | Apr  | Mai  | Jun  | Jul  | Aug  | Sep  | Okt  | Nov  | Dez  |   |     |
| Mittl. Temperatur (°C) | −4,6 | −3,6 | 0,1  | 4,1  | 9,0  | 12,2 | 14,1 | 13,3 | 9,6  | 5,4  | 0,2  | −3,6 | ⌀ | 4,7 |
| Mittl. Tagesmax. (°C)  | 1,0  | 2,5  | 6,1  | 10,5 | 15,7 | 18,8 | 21,1 | 20,5 | 16,7 | 12,4 | 5,5  | 1,0  | ⌀ | 11  |
| Mittl. Tagesmin. (°C)  | −8,6 | −8,0 | −4,0 | −0,4 | 3,6  | 6,7  | 8,6  | 8,2  | 4,9  | 1,1  | −3,3 | −7,1 | ⌀ | 0,2 |
|                        |      |      |      |      |      |      |      |      |      |      |      |      |   |     |
| Niederschlag (mm)      | 45   | 38   | 55   | 52   | 95   | 124  | 144  | 134  | 95   | 76   | 65   | 47   | Σ | 970 |
|                        |      |      |      |      |      |      |      |      |      |      |      |      |   |     |
| Luftfeuchtigkeit (%)   | 67,3 | 60,1 | 56,5 | 53,1 | 56,0 | 55,8 | 54,8 | 57,2 | 57,5 | 60,8 | 68,0 | 73,2 | ⌀ | 60  |

| −8,6 |

| −8,0 |

| −4,0 |

| −0,4 |

| 3,6 |

| 6,7 |

| 8,6 |

| 8,2 |

| 4,9 |

| 1,1 |

| −3,3 |

| −7,1 |

| −8,6 |

| −8,0 |

| −4,0 |

| −0,4 |

| 3,6 |

| 6,7 |

| 8,6 |

| 8,2 |

| 4,9 |

| 1,1 |

| −3,3 |

| −7,1 |

## Geschichte
Pusterwald (slaw. pustъ = leer, öde, wild, unverbaut) blieb unbesiedelt bis der Salzburger Erzbischof im Hochmittelalter das Waldland diversen Adeligen als Lehen zur Rodung überließ (mindestens 40 Urhuben). 1294 wurde das Tal als Freytal erstmals erwähnt, d. h. die niedrige Gerichtsbarkeit wurde seinen Bewohnern überlassen. Die heutige Kirche wurde 1430 erbaut.
Im frühen 15. Jahrhundert gelangte das gesamte Tal in den Besitz der Grafen von Montfort. Zwischen 1589 und 1738 gehörte Pusterwald zur Herrschaft derer von Herberstein und bildete ein eigenes Amt, das in der Folge zu ihrer Grundherrschaft Authal gehörte. Die letzten Grundherren waren von 1783 bis 1848 die Fürsten Schwarzenberg.
Bis ins 20. Jahrhundert wurde im Haupttal Ackerbau bis in 1400 m Seehöhe betrieben. Bedingt durch die Marktferne vermahlten die meisten Bauern ihr Getreide in den eigenen, vom Pusterwaldbach getriebenen Mühlen. Zur Mitte des 19. Jahrhunderts klapperten 57 Hausmühlen und 8 Sägemühlen im Tal.
1849/1850 wurde die politische Gemeinde Pusterwald errichtet. 1892 wurde die Kirche Maria Moos, eine Filialkirche der Pfarre St.Oswald - zur Pfarrkirche erhoben.
Erst die Mechanisierung der Landwirtschaft führte zur Aufgabe des Getreidebaus, sodass die Abwanderung erst relativ spät einsetzte. Seit 1951 verlor die Gemeinde aber 40 % ihrer Bevölkerung.
Viehzucht und Holzwirtschaft sind heute noch von großer Bedeutung. Die 43 im Almkataster verzeichnete Almen werden teilweise von auswärtigen Bauern aus dem Pölstal bzw. aus der Nachbargemeinde Schönberg-Lachtal bewirtschaftet.

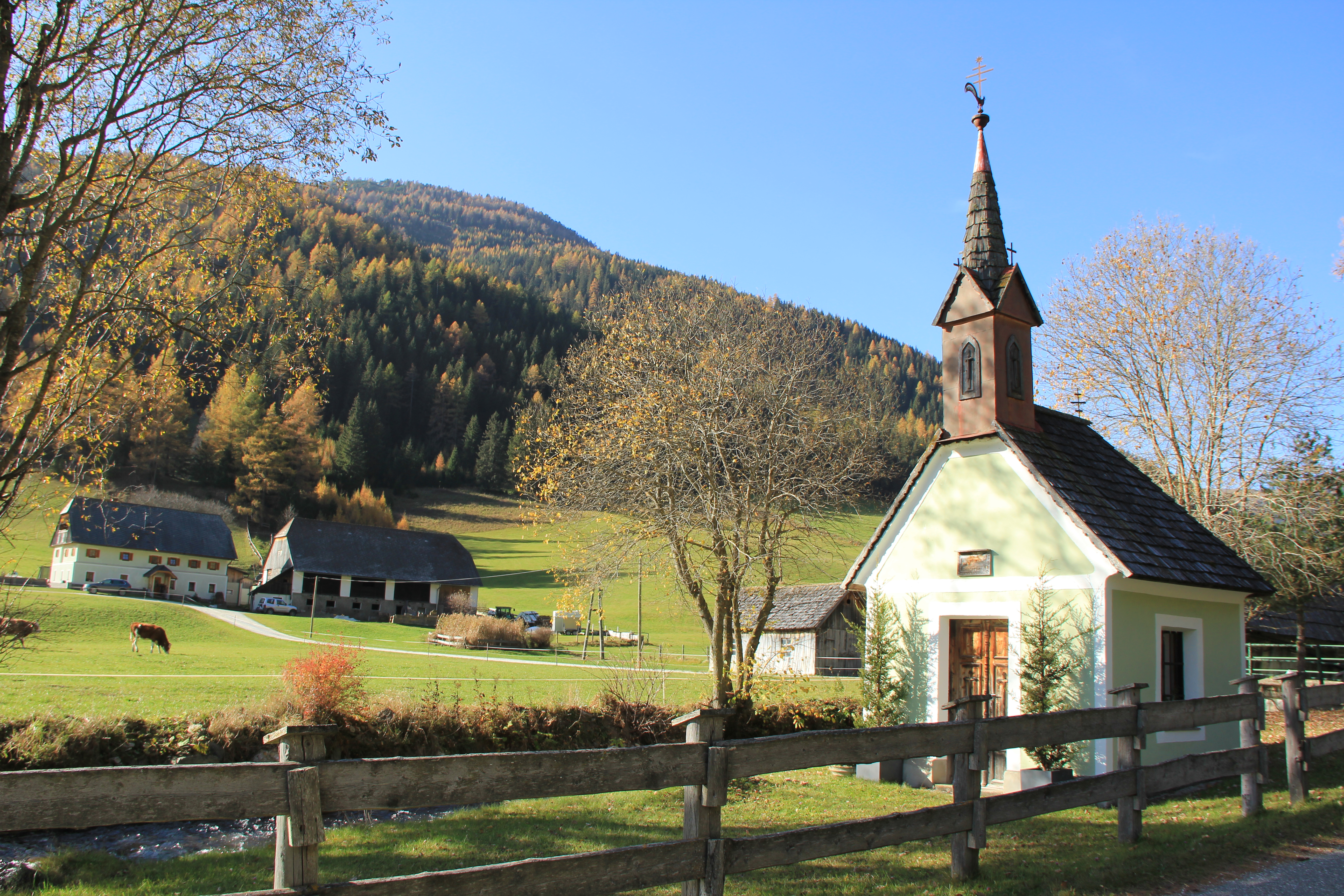
Hauskapelle beim Tatscher in Hinterspiel

Erhalten geblieben ist auch eine bemerkenswerte Anzahl von kleinen Hauskapellen und Bildstöcken, die für das Tal charakteristisch sind.
Von 2012 bis 2023 wurde das Dorf zwölf Mal in Folge zum schönsten Gebirgsblumendorf der Steiermark gewählt und 2019 wurde es beim europäischen Wettbewerb „Entente Florale“ mit Gold ausgezeichnet.

### Bevölkerungsentwicklung
Die Gemeinde hatte 2024 laut Registerzählung 430 Einwohner (Ausländeranteil 5,3 %).
Der Rückgang der Einwohnerzahl seit 1971 wird durch eine negative Wanderungsbilanz verursacht, die Geburtenbilanz ist ausgeglichen.

## Kultur und Sehenswürdigkeiten

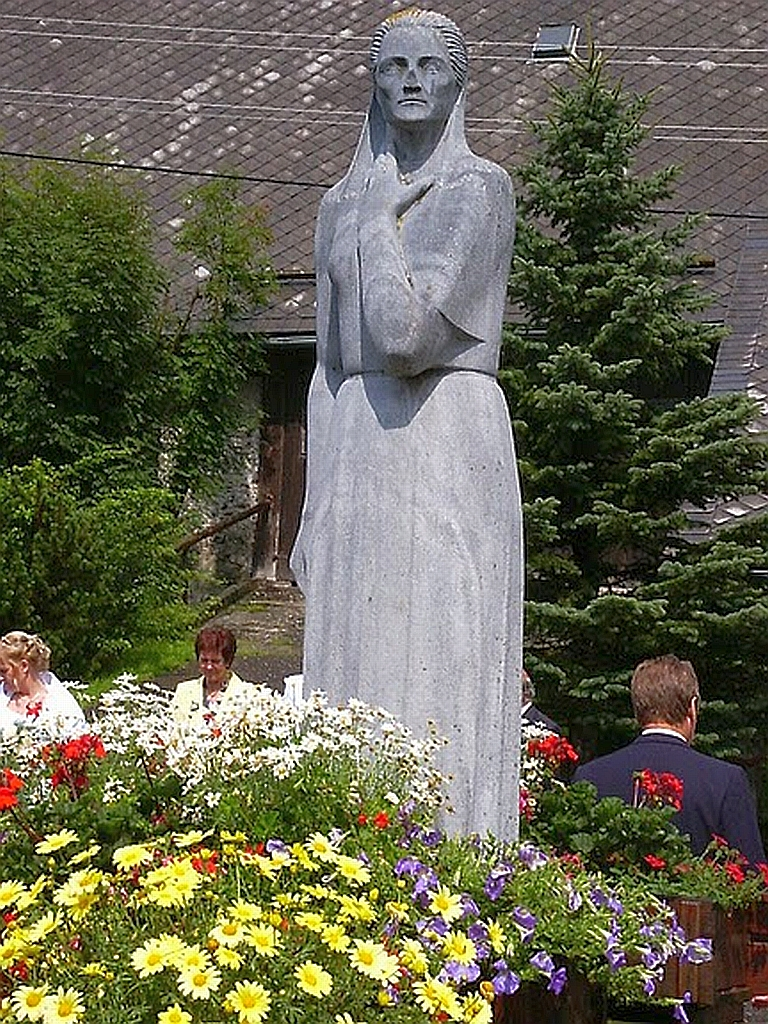
Kriegerdenkmal von Franz Xaver Ölzant

- Katholische Pfarrkirche Pusterwald Maria im Moos
- Pfarrhof
- Das Kriegerdenkmal zeigt die Skulptur Trauernde  des Bildhauers Franz Xaver Ölzant aus Oberzeiring

## Wirtschaft und Infrastruktur
Im Jahr 2020 gab es 56 land- und forstwirtschaftliche Betriebe, davon wurden 25 im Haupterwerb betrieben. Die landwirtschaftlich genutzte Flächen sind seit 1999 hat um 62 % zurückgegangen, während die forstwirtschaftlich genutzten Flächen um 9 % stiegen. Im gleichen Zeitraum ist der Rinderbestand um 16 % gesunken.
2021 pendelten 71 % der Beschäftigten in Pusterwald aus.
Mit dem Tourismus beschäftigten sich 2023 15 Betriebe. Sie meldeten 11.366 Nächtigungen (durchschnittliche Aufenthaltsdauer 4,9 Tage).
Im Ort Pusterwald gibt es eine Volksschule und einen Kindergarten.

### Tourismus
Die Gemeinde bildet gemeinsam mit Pölstal und Pöls-Oberkurzheim den Tourismusverband „Region Pölstal“. Dessen Sitz ist die Gemeinde Pölstal.

### Verkehr
Die Verkehrserschließung erfolgt über die L528 Pusterwaldstraße. Die ÖBB-Postbus Linie 871 verkehrt Montag bis Freitag mit einer täglichen Fahrt morgens von Hinterwinkel über Pusterwald nach Judenburg und am frühen Nachmittag retour.

### Bildung
- Kindergarten[8]
- Volksschule[9]

## Politik

### Gemeinderat
Der Gemeinderat hat 9 Mitglieder.

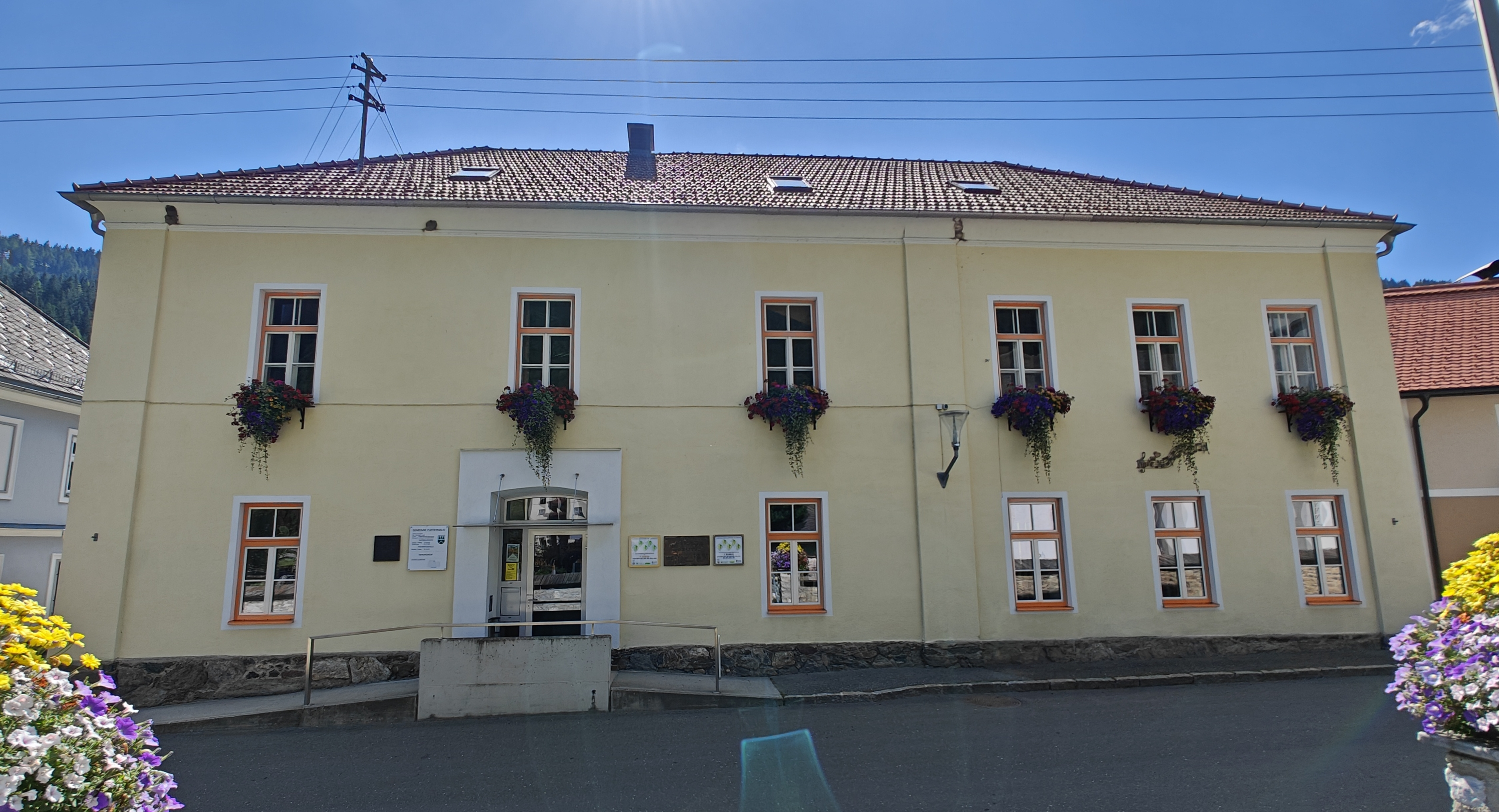
Gemeindeamt Pusterwald

- Mit den Gemeinderatswahlen in der Steiermark 2000 hatte der Gemeinderat folgende Verteilung: 6 ÖVP, 2 FPÖ und 1 SPÖ.
- Mit den Gemeinderatswahlen in der Steiermark 2005 hatte der Gemeinderat folgende Verteilung: 6 ÖVP, 2 FPÖ und 1 SPÖ.[10]
- Mit den Gemeinderatswahlen in der Steiermark 2010 hatte der Gemeinderat folgende Verteilung: 6 ÖVP, 2 FPÖ und 1 SPÖ.[11]
- Mit den Gemeinderatswahlen in der Steiermark 2015 hatte der Gemeinderat folgende Verteilung: 5 ÖVP, 3 FPÖ und 1 SPÖ.[12]
- Mit den Gemeinderatswahlen in der Steiermark 2020 hat der Gemeinderat folgende Verteilung: 6 ÖVP, 2 FPÖ und 1 SPÖ.[13]

### Bürgermeister
- bis 2008 Matthäus Kogler (ÖVP)
- bis 2019 Julius Koini (ÖVP)
- seit 2019 Fritz Strahlhofer (ÖVP)[14]

### Wappen
Das Wappen wurde der Gemeinde von der steirischen Landesregierung am 1. Mai 1974 verliehen. Die Beschreibung lautet: In von Silber zu Grün erniedrigt geteiltem Schild oben drei nebeneinanderstehende grüne Fichten, unten ein anstoßender silberner Sparren.

## Persönlichkeiten

### Ehrenbürger der Gemeinde
- 1881: Johann Freiherr von Vernier-Rougemont, Bezirkshauptmann von Judenburg
- 1933: Otto Habsburg (1912–2011), Schriftsteller, Publizist und Politiker
- 1953: Josef Krainer senior (1903–1971), Landeshauptmann
- 1953: Cyrill Ludvik, Bezirkshauptmann von Judenburg
- 1996: Josef Krainer junior (1930–2016), Landeshauptmann
- 1999: Waltraud Klasnic (* 1945), Landeshauptmann
- 2001: Josef Riegler (* 1938), Vizekanzler
- 2001: Gustav Hafner
- 2013: Simon Pojer